# صخره برایتون
صخرهٔ برایتون (به انگلیسی: Brighton Rock) رمانی از گراهام گرین نویسندهٔ مشهور انگلیسی است. این اثر در سال ۱۹۳۸ منتشر شد و بعدها از آن دو فیلم در سال‌های ۱۹۴۷ و ۲۰۱۰ ساخته شد.

## خلاصهٔ داستان
ماجرای عشق دخترکی خوب و پاک به پسری جنایت کار و به نوعی خبیث است که تنها چیزی که نمی‌شناسد عشق است. این در حالی است که پسرک و دخترک هر دو در محیط یکسانی بزرگ شده‌اند. عشق دخترک چنان پاک است که گاهی حتی پسر را نیم تکانی می‌دهد؛ اما وجود پسر چنان پر از کینه و نفرت است که این لحظات خیلی زود کنار زده می‌شود و شک و تنفر جای آن را می‌گیرد.

## برگردان
دکتر مریم مشرف این رمان را به فارسی ترجمه کرده است.